# Municipio de Momence (Illinois)
El municipio de Momence (en inglés: Momence Township) es un municipio ubicado en el condado de Kankakee en el estado estadounidense de Illinois. En el año 2010 tenía una población de 3820 habitantes y una densidad poblacional de 34,36 personas por km².

## Geografía
Según la Oficina del Censo de los Estados Unidos, el municipio tiene una superficie total de 111.17 km², de la cual 109.95 km² corresponden a tierra firme y (1.09%) 1.21 km² es agua.

## Demografía
Según el censo de 2010, había 3820 personas residiendo en el municipio de Momence. La densidad de población era de 34,36 hab./km². De los 3820 habitantes, el municipio de Momence estaba compuesto por el 86.13% blancos, el 4.19% eran afroamericanos, el 0.63% eran amerindios, el 0.47% eran asiáticos, el 0.21% eran isleños del Pacífico, el 6.36% eran de otras razas y el 2.02% pertenecían a dos o más razas. Del total de la población el 12.28% eran hispanos o latinos de cualquier raza.